# Repentigny, Calvados
Repentigny är en kommun i departementet Calvados i regionen Normandie i norra Frankrike. Kommunen ligger i kantonen Cambremer som ligger i arrondissementet Lisieux. År 2022 hade Repentigny 101 invånare.

## Befolkningsutveckling
Antalet invånare i kommunen Repentigny
Referens:INSEE